# Munida elfina
Munida elfina är en kräftdjursart. Munida elfina ingår i släktet Munida och familjen trollhumrar. Inga underarter finns listade i Catalogue of Life.